# ミリ
ミリ（milli, 記号:m）は国際単位系 (SI) におけるSI接頭語の一つで、以下のように、基礎となる単位の 10−3倍（= 1000 分の 1、0.001 倍）の量であることを示す。
- 1 ミリメートル (mm) = 1/1000 メートル (m)
- 1 ミリリットル (mL) = 1/1000 リットル (L)
- 1 ミリグラム (mg) = 1/1000 グラム (g)
- 1 ミリ秒 (ms) = 1/1000 秒 (s)
- 1 ミリアンペア (mA) = 1/1000 アンペア (A)

1795年の当初のメートル法で定められた6つの接頭語の一つである。ミリは、ラテン語で「千」を意味する mille に由来する。当時は、分量の接頭語はラテン語から、倍量の接頭語はギリシャ語から作成することとしていた。1960年の第11回国際度量衡総会 (CGPM) で SI が制定される際に正式に承認された。
ミリメートル (mm) を指して単に「ミリ」とだけ言うことが多い。転じて、「1ミリも（〜ない/ぬ）」という形の、否定文脈で使われる程度副詞が用いられている。